# Riolobos
Riolobos (extremadurai nyelven Ríu-Lobus) település Spanyolországban, Cáceres tartományban. Riolobos Torrejoncillo, Guijo de Galisteo, Montehermoso, Alagón del Río, Galisteo, Plasencia, Cañaveral és Holguera községekkel határos. Lakosainak száma 1180 fő (2024).

## Népesség
A település népessége az elmúlt években az alábbi módon változott:
| Lakosok száma | 1490 | 1372 | 1268 | 1257 | 1368 | 1310 | 1301 | 1231 | 1197 | 1180 |
|               | 2001 | 2004 | 2006 | 2009 | 2011 | 2014 | 2016 | 2019 | 2021 | 2024 |